# Leslie Djhone
Leslie Djhone (Abidjan, 18 marzo 1981) è un velocista francese di origine ivoriana, specializzato nei 400 metri piani, disciplina di cui è stato campione europeo indoor a Parigi 2011.

## Biografia
Ai Campionati del mondo di atletica leggera 2003 vinse la medaglia d'oro nella staffetta 4×400 m insieme ai suoi connazionali Naman Keïta,  Stéphane Diagana, Marc Raquil e Ahmed Douhou ottenendo il record nazionale. La medaglia d'argento andò alla nazionale giamaicana.
Ai campionati europei indoor di Parigi 2011 ha vinto la medaglia d'oro nella staffetta 4×400 metri, realizzando il primato nazionale sulla distanza con il tempo di 3'06"17, con i connazionali Marc Macédot, Mamoudou Hanne e Yoann Décimus.

## Record nazionali
Seniores
- 400 metri piani: 44"46 ( Osaka, 29 agosto 2007)
- 400 metri piani indoor: 45"54 ( Parigi, 5 marzo 2011)
- Staffetta 4×400 metri: 2'58"96 ( Parigi, 31 agosto 2003) (Leslie Djhone, Naman Keïta, Stéphane Diagana, Marc Raquil)
- Staffetta 4×400 metri indoor: 3'06"17 ( Parigi, 6 marzo 2011) (Marc Macédot, Leslie Djhone, Mamoudou Hanne, Yoann Décimus)

## Palmarès
| Anno | Manifestazione    | Sede       | Evento         | Risultato  | Prestazione | Note             |
| ---- | ----------------- | ---------- | -------------- | ---------- | ----------- | ---------------- |
| 1999 | Europei juniores  | Riga       | Salto in lungo | Oro        | 7,88 m      |                  |
| 1999 | Europei juniores  | Riga       | 4×100 m        | Oro        | 39"49       |                  |
| 2000 | Mondiali juniores | Santiago   | 4×100 m        | Argento    | 39"33       |                  |
| 2002 | Europei           | Monaco     | 4×400 m        | Bronzo     | 3'02"76     |                  |
| 2003 | Mondiali indoor   | Birmingham | 200 m piani    | Semifinale | 21"09       |                  |
| 2003 | Europei under 23  | Bydgoszcz  | 400 m piani    | Oro        | 45"04       |                  |
| 2003 | Europei under 23  | Bydgoszcz  | 4×100 m        | Argento    | 39"38       |                  |
| 2003 | Mondiali          | Parigi     | 400 m piani    | 4º         | 44"83       |                  |
| 2003 | Mondiali          | Parigi     | 4×400 m        | Oro        | 2'58"96     | Record nazionale |
| 2004 | Giochi olimpici   | Atene      | 400 m piani    | 7º         | 44"94       |                  |
| 2004 | Giochi olimpici   | Atene      | 4×400 m        | Batteria   | 3'04"39     |                  |
| 2005 | Mondiali          | Helsinki   | 400 m piani    | Batteria   | 46"57       |                  |
| 2005 | Mondiali          | Helsinki   | 4×400 m        | 6º         | 3'03"10     |                  |
| 2006 | Europei           | Göteborg   | 400 m piani    | Bronzo     | 45"40       |                  |
| 2006 | Europei           | Göteborg   | 4×400 m        | Oro        | 3'01"10     |                  |
| 2007 | Mondiali          | Osaka      | 400 m piani    | 5º         | 44"59       |                  |
| 2007 | Mondiali          | Osaka      | 4×400 m        | Batteria   | 3'04"45     |                  |
| 2008 | Giochi olimpici   | Pechino    | 400 m piani    | 5º         | 45"11       |                  |
| 2009 | Mondiali          | Berlino    | 400 m piani    | 8º         | 45"90       |                  |
| 2009 | Mondiali          | Berlino    | 4×400 m        | 7º         | 3'02"65     |                  |
| 2010 | Europei           | Barcellona | 400 m piani    | 6º         | 45"30       |                  |
| 2010 | Europei           | Barcellona | 4×400 m        | 6º         | 3'03"85     |                  |
| 2011 | Europei indoor    | Parigi     | 400 m piani    | Oro        | 45"54       | Record nazionale |
| 2011 | Europei indoor    | Parigi     | 4×400 m        | Oro        | 3'06"17     | Record nazionale |

## Altre competizioni internazionali
2003
- Coppa Europa di atletica leggera ( Firenze)

2004
- 4º alla World Athletics Final ( Monaco), 400 metri - 45"26

2006
- Coppa Europa di atletica leggera ( Malaga)

2007
- Coppa Europa di atletica leggera ( Monaco di Baviera)